# 一宮村 (岡山県苫田郡)
一宮村（いちのみやそん）は、岡山県苫田郡にあった村。
廃止直前の一宮村は、現在の津山市一宮、西田辺、東一宮、東田辺、山方に当たる。
津山市への編入に伴い、西一宮が一宮に、東一宮山方が山方に変更となった。西一宮の名は岡山県道339号西一宮中北上線に残っている。
ここでは現在の津山市一宮地区についても扱う。

## 沿革
- 1889年6月1日 - 町村制施行に伴い、西北条郡西一宮村、西田辺村、東田辺村が合併し、一宮村となる。大字東田辺に役場を置く。
- 1900年4月1日 - 西北条郡が西西条郡、東南条郡、東北条郡と合併し、苫田郡となる。
- 1951年4月1日 -苫田郡東一宮村と合併し、新たに一宮村となる。
- 1954年7月1日 - 周辺の9村とともに津山市へ編入される。

## 一宮地区
一宮村（東一宮村含む）を以って現在一宮地区と呼んでいる。一宮小学区に一致。中学校は北陵中学区。

### 隣接自治体・地区
- 津山市高田地区
- 津山市田邑地区
- 津山市西苫田地区
- 津山市東苫田地区
- 苫田郡鏡野町（旧・香々美南村）

### 地区の地名
- 西一宮
- 西田辺
- 東一宮
- 東田辺
- 東一宮山方

### 人口
5974人（2019年1月1日現在。住民基本台帳による。津山市調べ）。その内、旧・東一宮村域は5407人。地名ごとの人口は各地名記事参照。

### 教育

#### 保育園
- 津山市立みどりの丘保育所

#### 小学校
- 一宮村立一宮小学校（現・津山市立一宮小学校）

## 交通
廃止当時は未完成。

### 鉄道
地区内を走る鉄道及びその駅なし。

### 道路
地区内を走る高速道路・国道はなし。

#### 県道
- 主要地方道
  - 岡山県道68号津山加茂線
- 一般県道
  - 岡山県道339号西一宮中北上線
  - 岡山県道343号藤屋津山線

## 河川・山岳

### 河川
- 宮川
- 横野川

### 山岳
- 黒沢山

## 名所・旧跡・観光スポット・祭事・催事

### 祭事
- 万福寺虚空蔵会式（2月最終金曜日 - 日曜日）
- お田植え祭（4月29日）
- 御注連祭（12月）

## 寺院・神社

### 寺院
- 本光禅寺
- 万福寺

### 神社
- 中山神社